# Rechtsanwaltskammer München

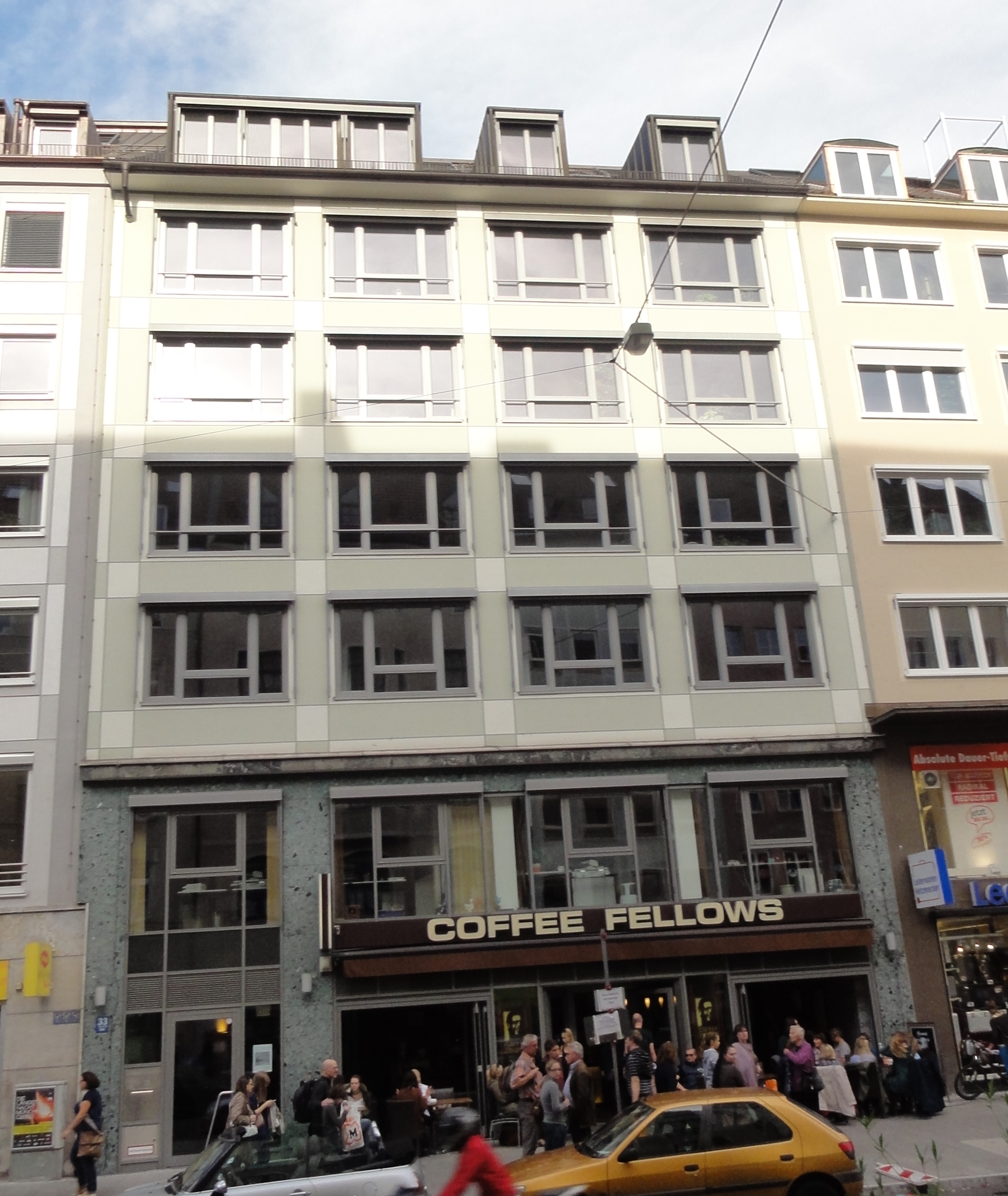
München, Tal 33:
Sitz der Rechtsanwaltskammer für den Oberlandesgerichtsbezirk München

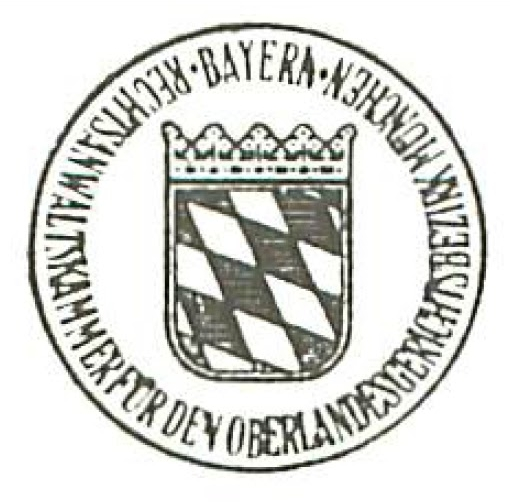
Siegelabdruck

Die Rechtsanwaltskammer für den Oberlandesgerichtsbezirk München (Rechtsanwaltskammer München) ist eine gesetzlich eingerichtete Selbstverwaltungsorganisation der regionalen Anwaltschaft mit Sitz in München.
Ihre gesetzlichen Aufgaben ergeben sich aus den Regelungen der Bundesrechtsanwaltsordnung und sind unter anderem die Zulassung der und die Aufsicht über die Mitglieder. Die Kammer ist mit über 22.400 Mitgliedern (Stand: 31. Dezember 2020) die größte in Deutschland. Sie ist mit den anderen Regionalkammern im Bundesgebiet zur Bundesrechtsanwaltskammer zusammengeschlossen, rechtlich aber völlig selbstständig.

## Geschichte
Die Rechtsanwaltskammern wurden in Deutschland durch die Rechtsanwaltsordnung von 1878 als Teil der Reichsjustizgesetze geschaffen. Es bedurfte dazu keines gesonderten Staatsaktes. Folgende Rechtsanwälte waren bislang Präsidenten der Kammer:
- 1922–1929: Karl Eisenberger, Geheimer Justizrat
- 1931–1933: Christoph Schramm, Justizrat
- 1946–1968: Hanns Dahn
- 1968–1969: Robert Heinrich
- 1969–1990: Eckart Warmuth
- 1990–2002: Jürgen Friedrich Ernst, Ehrenpräsident
- 2002–2014: Hansjörg Staehle[6]
- 2014–2022: Michael Then
- seit 2022: Anne Riethmüller[7]

Als erste Frau wurde Rechtsanwältin Marion Liebl-Blittersdorf im Jahr 1970 in den Vorstand der Rechtsanwaltskammer gewählt. Von 1978 bis zu ihrem Ausscheiden im Jahr 1986 gehörte sie als Schatzmeisterin dem Präsidium des Vorstands an.
Als erste Präsidentin wurde am 16. Dezember 2022 Anne Riethmüller gewählt.
Vor dem 1. April 1932 gab es in Bayern neben den heutigen Oberlandesgerichten Bamberg, Nürnberg und München auch diejenigen in Augsburg und Zweibrücken (Pfalz). Demzufolge waren auch fünf Rechtsanwaltskammern dort verortet. Mit NotVO vom 30. Oktober 1931 wurde mit Wirkung vom 1. April 1932 das OLG Augsburg aufgehoben. Die dortige Kammer blieb allerdings bestehen, so dass bis 1945 zwei Rechtsanwaltskammern im OLG-Bezirk München existierten.
Am 27. März 1933 wurde in Bayern die VO Nr. VII 13587 über die Rechtsanwälte erlassen. Sie bestimmte die Auflösung der bestehenden Anwaltskammervorstände und die Einsetzung eines vom Justizministerium als Kommissar zu bestellenden Rechtsanwalts, der die restlichen Vorstände ernennen sollte. Durch die Reichsrechtsanwaltsordnung von 1936 hörten die Anwaltskammern des OLG-Bezirks München endgültig auf als eigenständige Organisationseinheiten zu bestehen. Alle bei deutschen Gerichten zugelassenen Rechtsanwälte wurden in der Reichs-Rechtsanwaltskammer zusammengeschlossen.

## Kammerbezirk
Der Kammerbezirk setzt sich wie folgt zusammen:
- Landgerichtsbezirk Augsburg
- Landgerichtsbezirk Deggendorf
- Landgerichtsbezirk Ingolstadt
- Landgerichtsbezirk Kempten
- Landgerichtsbezirk Landshut
- Landgerichtsbezirk Memmingen
- Landgerichtsbezirk München I
- Landgerichtsbezirk München II
- Landgerichtsbezirk Passau
- Landgerichtsbezirk Traunstein[8]

## Stellung und Rechtsform
Die Landesjustizverwaltung führt nach § 62 Abs. 2 S. 1 BRAO die Staatsaufsicht über die Rechtsanwaltskammer. Die Aufsicht beschränkt sich darauf, dass Gesetz und Satzung beachtet, insbesondere die der Rechtsanwaltskammer übertragenen Aufgaben erfüllt werden (Rechtsaufsicht). In Bayern bestehen entsprechend der Zahl der Oberlandesgerichte insgesamt drei Rechtsanwaltskammern: Bamberg, München und Nürnberg.

## Organisation
Der Vorstand besteht aus 36 ehrenamtlichen Mitgliedern, die entsprechend dem Wahlmodus die regionale Verteilung der Mitglieder im Kammerbezirk repräsentieren: 22 aus dem Bezirk München I, 3 jeweils aus den Bezirken Augsburg und München II, 2 aus dem Bezirk Landgericht Traunstein, 1 je aus den Bezirken Deggendorf, Ingolstadt, Kempten, Landshut, Memmingen und Passau. Alle zwei Jahre wird jeweils eine Hälfte des Vorstands neu gewählt. Der Vorstand wählt wiederum aus seiner Mitte alle zwei Jahre ein sechsköpfiges Präsidium.
Der Vorstand hat darüber hinaus zur Erfüllung seiner Aufgaben 15 Abteilungen gebildet:
- Abteilung I / Berufsrecht
- Abteilung II / Berufsrecht
- Abteilung III / Gebührenrecht
- Abteilung IV / Gebührenrecht
- Abteilung V / Gebührenrecht
- Abteilung VI / Fachanwaltschaften
- Abteilung VII / Aus- und Fortbildung
- Abteilung VIII / Öffentlichkeitsarbeit
- Abteilung IX / Europäische Rechtsfragen
- Abteilung X / Berufsrecht
- Abteilung XI / Aufgaben nach dem Berufsbildungsgesetz
- Abteilung XII / Vermittlungen
- Abteilung XIII / Syndikuszulassung
- Abteilung XIV / Anwaltsrichterwahl
- Abteilung XV / Geldwäscheprävention

Die Geschäftsstelle hat ca. 50 Mitarbeiter und wird durch drei Geschäftsführer und zwei stellvertretende Geschäftsführer geleitet.

## Aufgabenverteilung
Die RAK München berät ihre Mitglieder in berufsrechtlichen Angelegenheiten und übt neben den folgend genannten Aufgaben auch die Berufsaufsicht aus.

### Aufgaben des Vorstands
- Zulassung der Mitglieder zur Rechtsanwaltschaft
- Beratung der Mitglieder
- Vermittlung unter Mitgliedern
- Berufsrechtliche Aufsicht über die Mitglieder
- Erstellung von Gutachten für Gerichte, Verwaltungsbehörden und die Landesjustizverwaltung zu Gesetzesvorhaben und gebührenrechtlichen Fragen
- Überprüfung nach RDG
- Verleihung von Fachanwaltsbezeichnungen
- Vertretung der Interessen der Anwaltschaft gegenüber Gesetzgebungs- und Verwaltungsorganen
- Fortbildung der Mitglieder
- Mitwirkung an der Juristenausbildung
- Aus- und Fortbildung der Rechtsfachwirte und der Rechtsanwaltsfachangestellten
- Nothilfe für notleidende Mitglieder
- Öffentlichkeitsarbeit
- Gütestelle
- Vorschlagsrecht für die Mitglieder der Anwaltsgerichte und Prüfungsausschüsse
- Aufsicht nach dem Gesetz über das Aufspüren von Gewinnen aus schweren Straftaten (Geldwäschegesetz)[9]

### Aufgaben des Präsidiums
- Erledigung übertragener Aufgaben des Vorstandes gem. § 79 BRAO, insbesondere in Zulassungssachen
- Verwaltung des Kammervermögens

### Aufgaben des Präsidenten
- Vertretung der Kammer
- Geschäftsbetrieb der Kammer
- Ausführung der Präsidiums- und Vorstandsbeschlüsse
- Vorsitz in Präsidiums- und Vorstandssitzungen sowie in der Kammerversammlung

### Zuständigkeit
Die Kammer ist örtlich zuständig für Rechtsanwälte, die ihre Kanzlei im OLG-Bezirk München eingerichtet haben. Gleiches gilt für zugelassene Rechtsanwaltsgesellschaften, die ihren Sitz in diesen Bezirken eingerichtet haben.
Darüber hinaus ist die Kammer auch zuständig für in Deutschland niedergelassene europäische Anwälte, die in die Kammer aufgenommen worden sind, wie auch für nur vorübergehend in Deutschland rein dienstleistend tätige Anwälte aus den EU-Mitgliedsstaaten Italien und Österreich, § 32 Abs. 4 S. 2 EuRAG.

## Mitgliederstruktur
Von den derzeit fast 22.500 Kammermitglieder sind ca. 8683 Mitglieder weiblich. Fast 35 Prozent der Mitglieder tragen mindestens eine Fachanwaltsbezeichnung.